# 2Pacalypse Now
2Pacalypse Now utkom den 12 november 1991 och är 2Pacs debutalbum. 2Pacalypse Now  var inte like genomarbetat som hans senare album men var det mest öppet politiska album artisten släppte. Frågor som behandlades i låtarna var om sociala problem, såsom rasism, polisbrutalitet, fattigdom, tonårsgraviditeter, där lyssnaren ges en inblick i hur världen för en ung svart person i en amerikansk stad kan te sig.

## Låtlista
1. "Young Black Male" - 2:35
2. "Trapped" - 4:44
3. "Soulja's Story" - 5:05
4. "I Don't Give a Fuck" - 4:20
5. "Violent" - 6:25
6. "Words of Wisdom" - 4:54
7. "Something Wicked" - 2:28
8. "Crooked Ass Nigga" - 4:17
9. "If My Homie Calls" - 4:18
10. "Brenda's Got a Baby" - 3:55
11. "Tha' Lunatic" - 3:29
12. "Rebel of the Underground" - 3:17
13. "Part Time Mutha" - 5:13